# Paweł Althamer

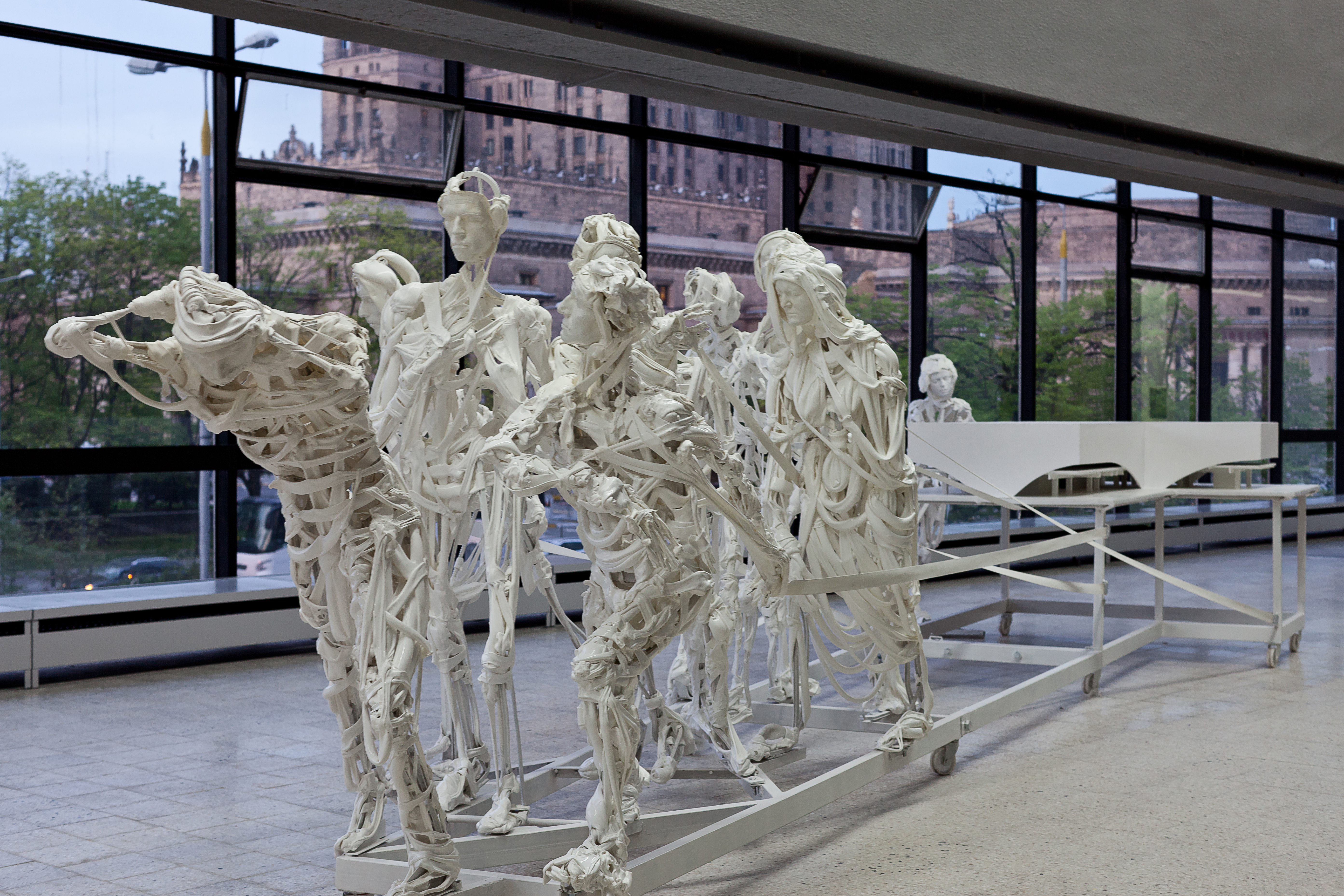
Burłacy, 2012

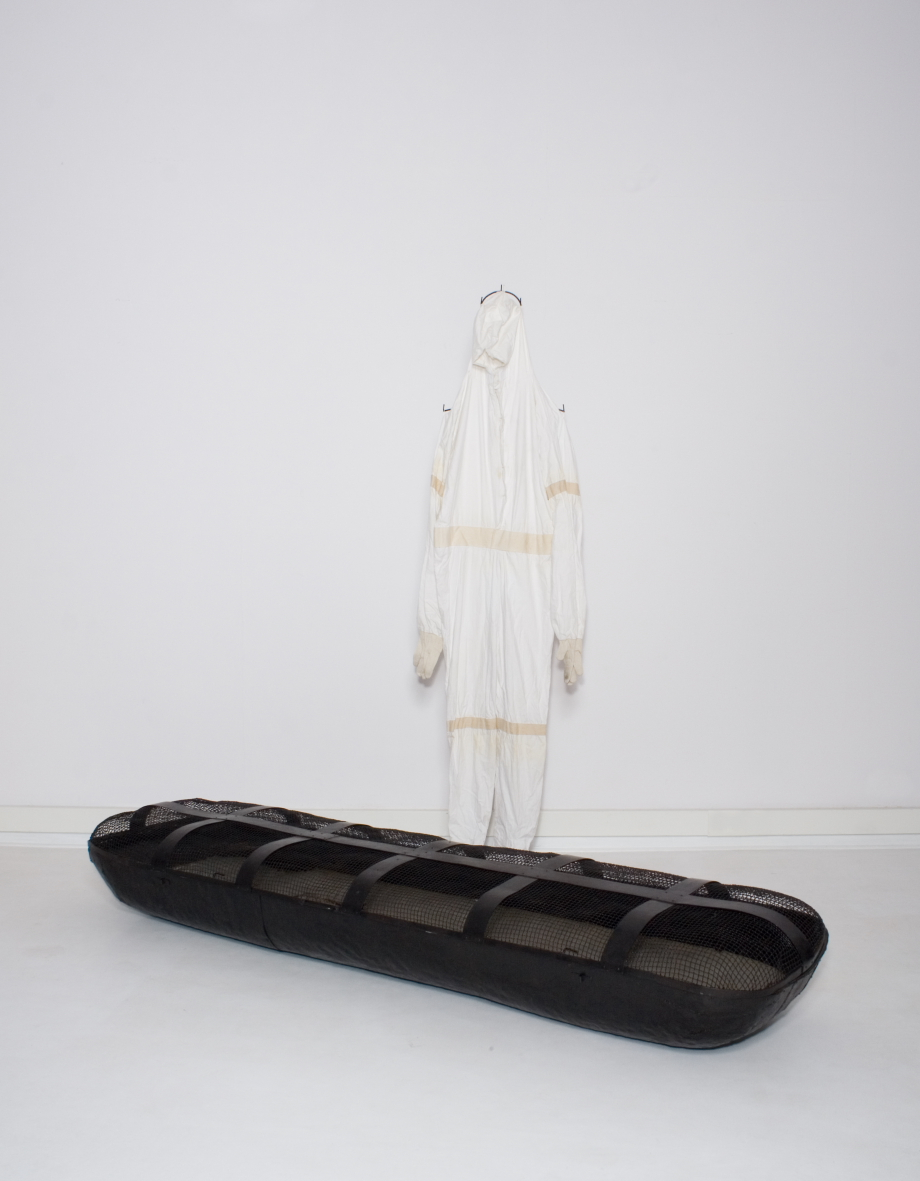
Łódź i skafander (Áo mưa và con thuyền) tại Phòng trưng bày nghệ thuật quốc gia Zachęta, Warszawa năm 2010

Paweł Althamer (sinh ngày 12 tháng 5 năm 1967 tại Warszawa) là nhà điêu khắc, nghệ sĩ biểu diễn người Ba Lan.

## Cuộc đời và sự nghiệp
Trong những năm từ 1988 đến 1993, ông học điêu khắc tại Học viện Mỹ thuật Warszawa. Từ giữa thập niên 90, ông làm cộng tác viên với Triển lãm Foksal ở Warszawa. Năm 2000, ông tham gia Manifesta 3 tại Ljubljana, Slovenia. Năm 2004, ông giành giải thưởng Vincent từ Quỹ từ thiện Broere ở Hà Lan. Năm 2007, cùng với Quỹ Nicola Trussardi, ông phát động triển lãm One of many.
Nhiều tác phẩm lớn của Althamer trong loạt tác phẩm mang tên "Người Venice" đã được trưng bày tại Venice Biennale năm 2013. Năm 2015, ông được trao tặng Huân chương Polic Restituta cho các cống hiến về lĩnh vực nghệ thuật của mình.
Triển lãm cá nhân của Althamer được tổ chức tại Bonefantenmuseum tại Maastricht, Học viện Nghệ thuật Đương đại tại London, Deutsche Guggenheim tại Berlin, Musée National d'Art Moderne (Bảo tàng nghệ thuật hiện đại) và Trung tâm Georges-Pompidou tại Paris, Bảo tàng Nghệ thuật Đương đại Mới tại New York, và Bảo tàng Nghệ thuật Helsinki.